# ارکیده پری آبی
ارکیده پری آبی (نام علمی: Pheladenia) نام یک سرده از subtribe عنکبوتی‌ثعلبیان است.